# Матвійчук Едуард Леонідович
Едуа́рд Леоні́дович Матвійчу́к (нар. 27 квітня 1963, с. Великі Лучки, Мукачівський район, Закарпатська область) — член Партії регіонів; радник Президента України (листопад 2013 — лютий 2014).

## Біографія
Закінчив Ужгородський державний університет, фізичний факультет (1986), спеціальність «фізика».
Народний депутат України 6-го скликання з листопад 2007 до квітня 2010 від Партії регіонів, № 131 в списку. На час виборів: народний депутат України, член ПР. Член фракції Партії регіонів (з листопад 2007). Член Комітету з питань прав людини, національних меншин і міжнаціональних відносин (з грудня 2007). Склав депутатські повноваження 16 квітня 2010.
Народний депутат України 5-го скликання з квітня 2006 до листопада 2007 від Партії регіонів, № 102 в списку. На час виборів: народний депутат України, член ПР. Член фракції Партії регіонів (з травня 2006). Член Комітету з питань європейської інтеграції (з липня 2006).
Народний депутат України 4-го скликання з квітня 2002 до квітня 2006 від Блоку Віктора Ющенка «Наша Україна», № 64 в списку. На час виборів: шеф-редактор газети «Євро-Центр», член Партії «Солідарність». Член фракції «Наша Україна» (травень 2002 — жовтень 2003), член фракції «Регіони України» (листопад 2003 — вересень 2005), член фракції Партії регіонів «Регіони України» (з вересня 2005). Член Комітету з питань свободи слова та інформації (з червня 2002).
1980—1981 — учень Ужгородського торговельно-кулінарного училища.
1981—1986 — студент Ужгородського державного університету.
1986—1988 — учитель фізики Ясінянської СШ Закарпатської області.
1988—1989 — учитель фізики СШ № 8 Ужгорода.
1989—1995 — інспектор, старший інспектор Чопської митниці.
1997—1998 — президент Футбольного клубу «Верховина», Ужгород.
2000—2002 — шеф-редактор газети «Євро-Центр», ТОВ «Євро-Прес», м. Ужгород.
18 березня 2010 — 8 листопада 2013 — голова Одеської облдержадміністрації.

## Родина
Дружина Євгенія Дмитрівна (1968) — домогосподарка; дочка Аліса (1993); син Марк (2004).

## Премії та нагороди
- Орден «За заслуги» III ступеня (23 серпня 2011 року)[11].
- За результатами конкурсу загальнонаціональної програми «Людина року» України «Людина року 2010» [Архівовано 27 лютого 2012 у Wayback Machine.] визнаний найкращим губернатором Україні за 2010 рік (підсумки конкурсу підведені 26 березня 2011 року).